# Feinbandspecht
Der Feinbandspecht (Campethera taeniolaema) ist eine Vogelart aus der Familie der Spechte (Picidae).
Die Art wurde zwischenzeitlich wegen der Ähnlichkeit als Unterart (Ssp.) des Kehlbindenspechtes (Campethera tullbergi) angesehen und als Campethera tullbergi taeniolaema bezeichnet, dann aber als eigenständig abgespalten.
Hauptunterscheidungsmerkmale sind die dichte, gelblich bis bräunliche Bänderung von Kinn bis Unterschwanzdecken, das Fehlen von roten Flecken auf den Schulterdecken, beim Weibchen auch die kastanienbraunen und nicht schwarzen Zügel sowie der kürzere Schnabel.
Der Vogel kommt in Subsahara-Afrika vor in Burundi, Kenia, in der Demokratischen Republik Kongo, in Ruanda, Tansania und Uganda.
Der Lebensraum umfasst feuchten Bergwald von 1600 bis 3000 m Höhe.
Die Art ist Standvogel.
Das Artepitheton kommt von altgriechisch ταινία tainia, deutsch ‚Binde, Band‘ und altgriechisch λαιμός laimós, deutsch ‚Kehle‘.

## Merkmale
Der Vogel ist 19 cm groß. Stirn und Scheitel haben Federn mit roten Spitzen und schwarzer Basis, Hinterkopf und Nacken sind rot, die Kopfseiten sind schwärzlich gebändert und gelblich grün in der Nackenregion, im Gesicht bis zum Kinn fein schwarz wellenartig gebändert. Manchmal findet sich auch ein dunkler Hinteraugenfleck. Die Rumpfoberseite einschließlich Bürzel und Oberschwanzdecken ist grün mit einem Gelbton, der Bürzel ist gelegentlich hell gestrichelt oder gebändert. Die ebenfalls grünen Oberflügeldecken haben gelbe Säume. Die Schwingen sind braun mit gelbgrünen Säumen an den Außenfahnen und gelblich weißen Binden auf den Innenfahnen. Die Steuerfedern sind oberseits dunkelbraun mit gelben Spitzen und grünen Säumen. Die gesamte Unterseite des Rumpfes ist auf hell grünlich gelbem Grund fein schwarz gebändert. Die Unterflügeldecken und der Unterschwanz sind gelblich, letzterer ist gelegentlich fein bräunlich gebändert. Der Oberschnabel ist schwarz, der Unterschnabel bläulich- oder grünlich-grau. Beine und Zehen sind matt olivgrün bis gelbgrün. Die Iris ist rot.
Die Art tritt in höhere Lagen auf als alle anderen Spechte mit gebänderter Unterseite. Eine Ausnahme ist die Unterart Permista des Tüpfelspechtes (Campethera cailliautii), von dem sie sich aber durch die Größe und das gebänderte Gesicht unterscheidet.
Beim Weibchen sind Stirn und Oberkopffedern schwarz mit weißer Fleckung, entlang der Zügel findet sich etwas Rot.
Jungvögel sind grauer grün, haben mehr Flecken und eine kräftigere dunklere Bänderung, die Augen sind braun.

## Geografische Variation
Während die Datenbank Avibase die Art als monotypisch ansieht, werden von anderen folgende Unterarten anerkannt:
- C. t. taeniolaema Reichenow & Neumann, 1895, Nominatform – Osten der Demokratischen Republik Kongo bis Uganda, Ruanda, Burundi und den Westen Kenias und Tansanias
- C. t. hausburgi Sharpe, 1900, – Kenia östlich des  Rift Valleys und Nordtansania, mehr gelb, schmalere Bänderung an der Unterseite[5]

## Lautäußerungen
Der Ruf wird als langgezogenes „kweek-kweek“ beschrieben, der Vogel ist nicht sehr ruffreudig und trommelt nur gelegentlich.

## Lebensweise
Die Nahrung besteht hauptsächlich aus Ameisen, die hoch oben im Geäst, einzeln oder paarweise, manchmal auch in gemischten Jagdgemeinschaften durch Sondieren in Epiphyten wie Moosen und Flechten gesucht werden, gerne an abgebrannten Bäumen.

## Gefährdungssituation
Die Art gilt als nicht gefährdet (Least Concern).